# Serkan Keskin
Serkan Keskin (İzmit, 25 novembre 1977) è un attore, regista e musicista turco.

## Biografia
Nato nel 1977 a İzmit, in provincia di Kocaeli (Turchia), Serkan Keskin ha iniziato a recitare con un corso teatrale presso il teatro cittadino della sua città natale, fondato nel 1997 sotto la direzione artistica generale del famoso regista teatrale Işıl Kasapoğlu. Tra i suoi insegnanti c'erano attori di teatro come Barış Falay, Zuhal Gencer e Melih Temiz. Oltre alla sua formazione scolastica, tra il 1998 e il 2001 ha assunto ruoli nelle commedie del teatro comunale della sua città natale. Successivamente ha deciso di trasferirsi a Istanbul per migliorare la sua formazione teatrale.
Tra il 1999 e il 2002 ha studiato presso scuola teatrale Akademi di Istanbul, dove Işıl Kasapoğlu era il capo dipartimento. Dopo aver completato la sua formazione teatrale, è entrato a far parte della Semaver Kumpanya, fondata nel 2002, per la quale ha lavorato come attore e regista. Nel 2019 è stato uno dei fondatori del gruppo musicale Barabar, insieme a Taner Ölmez, Fırat İkivri, Caner Malkoç, Cihan Tanrıverdi, Özgür Taş, Serkan Polat e Sibel Altan, e insieme hanno pubblicato il loro primo album Memleket Nere.

## Vita privata
Nel settembre 2024 è convolato a nozze con l'attrice Meriç Aral.

## Filmografia

### Attore

#### Cinema
- Gönül Yarası, regia di Yavuz Turgul (2004)
- Kalbin Zamanı, regia di Ali Özgentürk (2004)
- Korkuyorum Anne, regia di Reha Erdem (2004)
- Tramvay, regia di Olgun Arun (2004)
- Şaşkın, regia di Şahin Alparslan (2005)
- Çinliler Geliyor, regia di Serkan Keskin (2006)
- Sonbahar, regia di Özcan Alper (2007)
- Başka Semtin Çocukları, regia di Aydın Bulut (2008)
- Güneşin Oğlu, regia di Onur Ünlü (2008)
- 11'e 10 kala, regia di Pelin Esmer (2009)
- Kosmos, regia di Reha Erdem (2009)
- Pus, regia di Tayfun Pirselimoğlu (2009)
- Vavien, regia di Taylan Biraderler (2009)
- Av Mevsimi, regia di Yavuz Turgul (2010)
- Saç, regia di Tayfun Pirselimoğlu (2010)
- Takiye: Allah’ın Yolunda "Allah'ın Yolunda", regia di Ben Verbong (2010)
- Unutma Beni İstanbul, regia di Stefan Arsenijevic (2010)
- Eylül, regia di Cemil Ağacıkoğlu (2011)
- F Tipi Film, regia di Ezel Akay, Mehmet Ilker Altinay, Aydın Bulut, Hüseyin Karabey, Barış Pirhasan, Grup Yorum, Reis Çelik, Sirri Süreyya Önder e Vedat Özdemir (2012) – film-documentario
- Yabancı, regia di Filiz Alpgezmen (2012)
- Yeraltı, regia di Zeki Demirkubuz (2012)
- Sen Aydınlatırsın Geceyi, regia di Onur Ünlü (2013)
- Limonata, regia di Ali Atay (2014)
- Silsile, regia di Ozan Açıktan (2014)
- İtirazım Var, regia di Onur Ünlü (2014)
- Yok Artık!, regia di Caner Özyurtlu (2015)
- Kırık Kalpler Bankası, regia di Onur Ünlü (2016)
- Tereddüt, regia di Yeşim Ustaoğlu (2016)
- Cingöz Recai: Bir Efsanenin Dönüşü, regia di Onur Ünlü (2017)
- Tatlım Tatlım, regia di Yılmaz Erdoğan (2017)
- Manyak, regia di Onur Ünlü (2017)
- Güven, regia di Sefa Öztürk Çolak (2018)
- L'albero dei frutti selvatici (Ahlat Ağacı), regia di Nuri Bilge Ceylan (2019)
- Güzelliğin Portresi, regia di Umut Turagay (2019)
- Kronoloji, regia di Ali Aydin (2019)
- Ben Bir Denizim, regia di Umut Evirgen (2020)
- Biz Böyleyiz, regia di Caner Özyurtlu (2020)
- Sen Ben Lenin, regia di Tufan Taştan (2021)
- Hazine, regia di Canbert Yergüz (2022)
- Yılbaşı Gecesi, regia di Ozan Açıktan (2022)
- Bomboş, regia di Onur Ünlü (2023)
- Ela ile Hilmi ve Ali, regia di Ziya Demirel (2023)
- Neandria, regia di Reha Erdem (2023)

#### Televisione
- Çaylak – serie TV (2003)
- Sevinçli Haller – serie TV (2004)
- Hırsız Polis – serie TV (2005)
- Bıçak Sırtı – serie TV (2007)
- Avrupa Yakası – serie TV (2008)
- Derdest – serie TV, 10 episodi (2008)
- Mert ile Gert – serie TV, 3 episodi (2008)
- Bu Kalp Seni Unutur mu? – serie TV (2009)
- Ey Aşk Nerdesin? – serie TV, 6 episodi (2009)
- Kurban – serie TV, 3 episodi (2009)
- Deli Saraylı – serie TV, 11 episodi (2010)
- Gönülçelen – serie TV, 1 episodio (2010)
- Behzat Ç "Bir Ankara Polisiyesi" – serie TV, 1 episodio (2011)
- Leyla ile Mecnun – serie TV, 144 episodi (2011, 2021-2023)
- Ben de Özledim – serie TV, 13 episodi (2013)
- Şubat – serie TV, 2 episodi (2013)
- Beş Kardeş – serie TV, 13 episodi (2015)
- Hayat Şarkısı – serie TV, 4 episodi (2017)
- Masum – serie TV, 8 episodi (2017)
- Il secolo magnifico: Kösem (Muhteşem Yüzyıl Kösem) – serie TV, 4 episodi (2017)
- Bir Aile Hikayesi – serie TV, 4 episodi (2019)
- Jet Sosyete – serie TV, 1 episodio (2010)
- Ya İstiklal Ya Ölüm – serie TV (2020)
- Öğretmen – serie TV, 9 episodi (2020)
- Metot – serie TV, 4 episodi (2021)
- Il dottor Alì (Mucize Doktor) – serie TV, 8 episodi (2024)
- Şahane Hayatım – serie TV, 30 episodi (2023-2024)
- Anonim – serie TV, 4 episodi (2024)

#### Cortometraggi
- The Cemil Show, regia di Barış Sarhan (2015)
- Söz Uçar, regia di Tufan Tastan (2017)
- The Last Schnitzel, regia di Kaan Arici e Ismet Kurtulus (2017)
- Kamyon, regia di Canbert Yerguz (2017)
- Fishbone, regia di Kerem Ayan (2017)
- Stone, regia di Alican Yücesoy (2019)

### Doppiatore

#### Televisione
- Baba – serie TV, 15 episodi (2022) – narratore

## Teatro

### Attore
- Hakimiye Milliye Aşevi di Güngör Dilmen (1998)
- Bir Yaz Gecesi Dönümü Rüyası di William Shakespeare, presso il teatro comunale di İzmit (1999)
- Cimri di Molière, presso il teatro comunale di İzmit (2000)
- Bir Şehnaz Oyun di Turgut Özakman, presso il teatro comunale di İzmit (2001)
- Nasrettin Hoca Bir Gün di Işıl Kasapoğlu, presso la Semaver Kumpanya (2002)
- Onikinci Gece di William Shakespeare, presso la Semaver Kumpanya (2002)
- Pırtlatan Bal di Aziz Nesin, presso la Semaver Kumpanya (2002)
- Murtaza di Orhan Kemal - Semaver Kumpanya (2003)
- Mucizeler Komedisi di Yavuz Turgul, presso il MOS Yapım (2004)
- Süleyman ve Öbürsüler di Max Frisch\Yavuz Peman, presso la Semaver Kumpanya
- Chamaco di Abel Gonzales Melo, presso la Semaver Kumpanya (2006)
- Fırtına di William Shakespeare, presso la Semaver Kumpanya (2006)
- Semaver ve Kumpanya di Sait Faik e Yavuz Peman, presso la Semaver Kumpanya (2007)
- Cesaret Ana ve Çocukları di Bertolt Brecht - Semaver Kumpanya (2008)
- Lursin Sokağı Cinayeti di Eugène Labiche, presso la Semaver Kumpanya (2009)
- Titus Andronicus di William Shakespeare, presso la Semaver Kumpanya (2010)
- Metot di Jordi Alceran, presso la Semaver Kumpanya (2012)
- Bir İnfazın Portresi di Howard Barker, presso la Semaver Kumpanya (2013)
- Kuşlar di Aristofane, presso la Semaver Kumpanya (2014)
- Cimri di Molière, presso la Semaver Kumpanya (2016)
- İçerdekiler di Melih Cevdet Anday, presso la Semaver Kumpanya (2016)
- Semaver ve Kumpanya di Sait Faik e Yavuz Peman, presso la Semaver Kumpanya (2017)
- Akşam Yemeği di Herman Koch, presso la Semaver Kumpanya (2017)
- Dünyada Karşılaşmış Gibi di Berkun Oya, presso il Krek (2018)
- Madde 22 di Joseph Heller, presso la Semaver Kumpanya (2019)
- Saatleri Ayarlama Enstitüsü di Ahmet Hamdi Tanpınar, presso il 484 Urban Garden (2023)

### Regista
- Deniz Kızı di Aylin Çalap, presso la Semaver Kumpanya (2003)
- Resmi Geçit di Loula Anagnostaki, presso la Semaver Kumpanya (2008)
- Metot di Jordi Alceran, presso la Semaver Kumpanya (2012)

## Discografia

### Singoli
- Bu Kıza Kadar (con Ali Atay e Osman Sonant)
- Kolpa (con Ali Atay, Osman Sonant, Ahmet Mümtaz Taylan e Cengiz Bozkurt)
- Gökte Yıldız Ay misun (con Ali Atay e Osman Sonant)
- Elindedir Bağlama (con Ali Atay e Osman Sonant)
- Kim Bilir?
- Ben de özledim ben de (con Ali Atay e Cengiz Bozkurt)
- İtirazım Var (con Ali Atay e Osman Sonant)
- Batsın Bu Dünya (con Ali Atay e Osman Sonant)
- Duvardaki Resmin
- Kalenin Bedelleri (con Ali Atay, Osman Sonant, Ahmet Mümtaz Taylan e Cengiz Bozkurt)
- Yokluğunda (con Leyla The Band)
- Aşk Bitti (con Leyla The Band)

## Doppiatori italiani
Nelle versioni in italiano dei suoi film e delle sue serie TV, Serkan Keskin è stato doppiato da:
- Dario Oppido[20] ne L'albero dei frutti selvatici[21]
- Gianluca Solombrino[22] ne Il dottor Alì[23]

## Riconoscimenti
- Adana Film Festival
  - 2014: Candidato come Miglior attore non protagonista per il film Silsile
- Ayakli Gazete TV Stars Awards
  - 2021: Vincitore come Miglior attore teatrale
- Antalya Golden Orange Film Festival
  - 2014: Vincitore come Miglior attore per il film İtirazım Var
- Istanbul Film Festival
  - 2014: Vincitore come Miglior attore per il film İtirazım Var
- Kemal Sunal Culture and Art Award
  - 2014: Vincitore come Miglior attore teatrale
- Sadri Alisik Theatre and Cinema Awards
  - 2009: Candidato come Miglior attore non protagonista per il film Sonbahar
  - 2014: Candidato come Miglior interpretazione di un attore non protagonista in un film drammatico per Yabancı
  - 2015: Vincitore come Miglior interpretazione di un attore in un film drammatico per İtirazım Var
  - 2016: Candidato come Miglior interpretazione di un attore non protagonista in un film comico per Yok Artık!
- Turkish Film Critics Association (SIYAD) Awards
  - 2008: Candidato come Miglior attore non protagonista per il film Sonbahar
  - 2014: Candidato come Miglior attore per il film İtirazım Var
  - 2023: Candidato come Miglior attore per il film Ela ile Hilmi ve Ali
- Yesilcam Awards
  - 2008: Candidato come Miglior attore non protagonista per il film Sonbahar